# Eichsfelder Staat
Der Eichsfelder Staat (auch „Kurfürstlich Mainzisch Eichsfelder Staat“) war ein Territorium des Heiligen Römischen Reiches, welches zum Erzbistum Mainz gehörte und das bis zum Jahr 1802 existierte. Bis zum Ende des Eichsfelder Staates wurde das Gebiet von einem Mainzer Statthalter regiert.

## Geographie

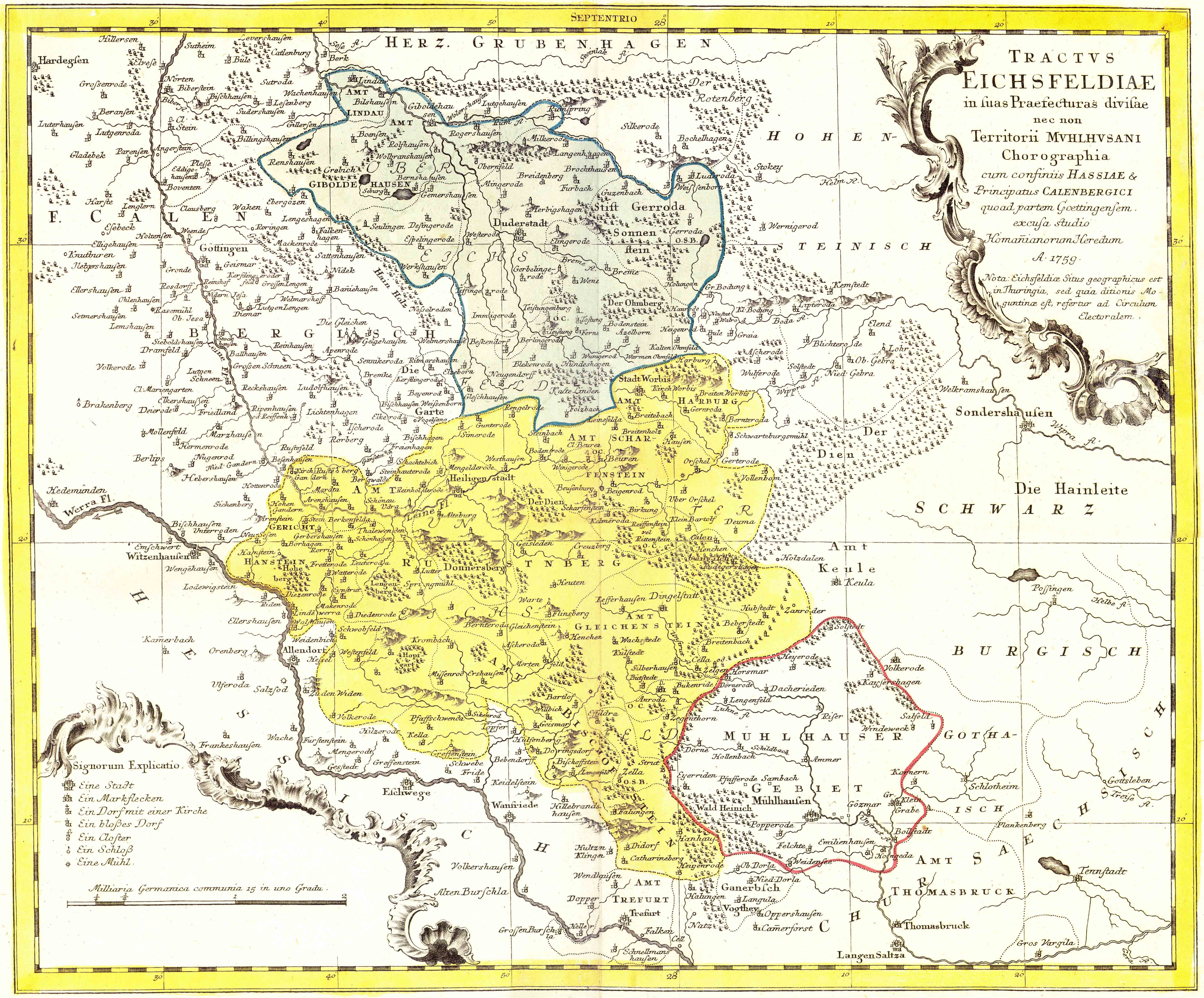
Das kurmainzische Eichsfeld um 1759

Das historische Eichsfeld befand sich an den Grenzgebieten der thüringischen, sächsischen und hessischen Stammesgebieten zwischen der Werra und dem Harz. Diese Grenzen bilden noch heute die Landesgrenzen zwischen Thüringen, Niedersachsen und Hessen.
Angrenzende Verwaltungseinheiten waren:
| Kurfürstentum Braunschweig-Lüneburg (Fürstentum Calenberg) |                                             | Kurfürstentum Braunschweig-Lüneburg (Fürstentum Grubenhagen) |
|                                                            | Kompassrose, die auf Nachbargemeinden zeigt | Grafschaft Hohnstein, Schwarzburg-Sondershausen              |
| Landgrafschaft Hessen-Kassel                               | Sachsen-Gotha, Ganerbschaft Treffurt        | Reichsstadt Mühlhausen                                       |

## Geschichte

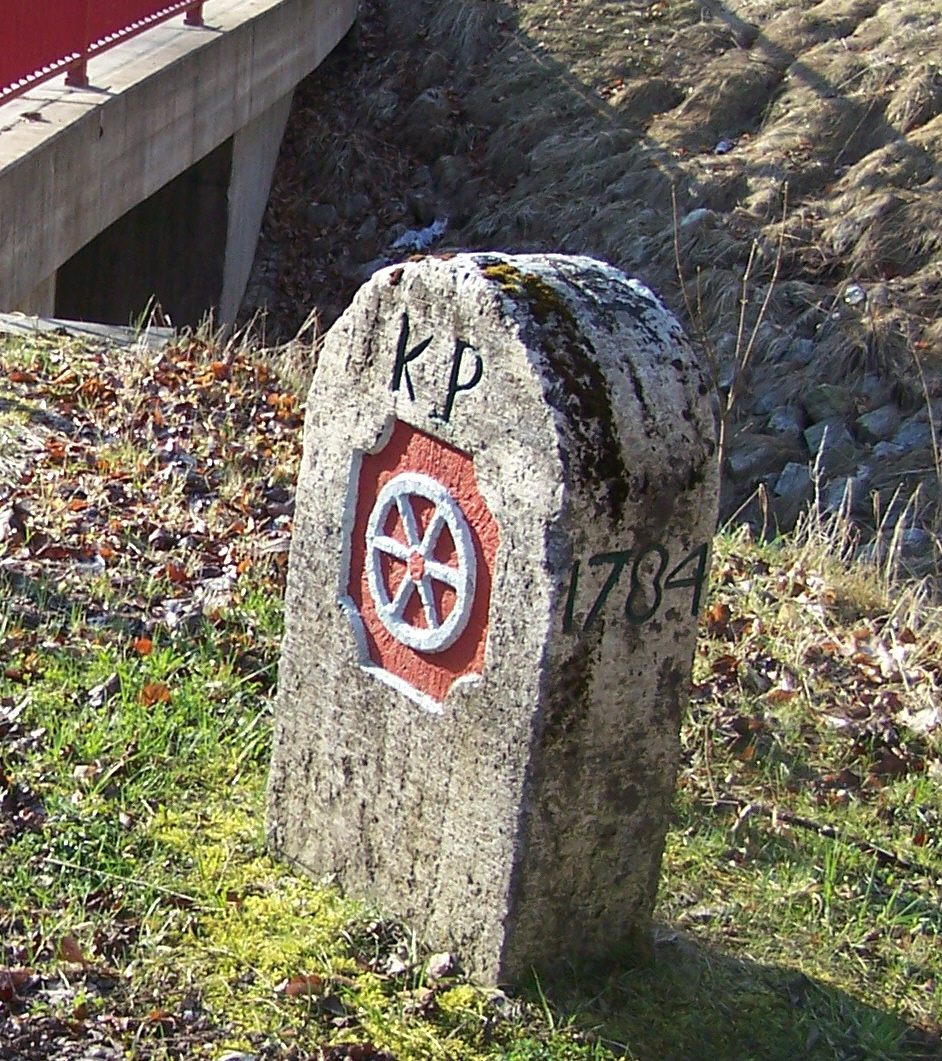
Grenzstein südlich von Heyerode

Ab dem 9. Jahrhundert begannen die Erzbischöfe von Mainz zwischen der Werra und dem Harz neben dem religiösen Einfluss ein politisches Territorium aufzubauen. 1294 erwarb Kurmainz auch das ursprüngliche Eichsfeld von den Herren von Gleichen. Erst später wurde der Name des ursprünglich thüringischen Gebietes für den gesamten Mainzer Besitz östlich der Werra übernommen. In der Mitte des 16. Jahrhunderts waren die Gebietserweiterungen abgeschlossen und mit den Nachbarterritorien wurden die Grenzen in Verträgen festgelegt und mit Grenzsteinen markiert.
Ab wann der Begriff Staat für das Eichsfelder Territorium gebräuchlich war, ist nicht genau bekannt, vermutlich aber erst zum Ende der Frühen Neuzeit wie in der Publikation des Kurmainzischen Hof- und Staats-Kalenders. In der jüngeren Literatur war auch der Begriff „Fürstentum Eichsfeld“ gebräuchlich, wohl in Anlehnung an das Kurfürstentum Mainz.
Für den Verlust seiner linksrheinischen Gebiete an Frankreich wurde das kurmainzische Eichsfeld dem Königreich Preußen zugesprochen. König Friedrich Wilhelm III. nahm 1802 das gesamte Eichsfeld für Preußen in Besitz, und es entstand das Mediatfürstentum Eichsfeld. Von 1807 bis 1813 war das Eichsfeld Teil des Königreichs Westphalen, nach dessen Auflösung es wieder zu Preußen kam. 1816 kam es schließlich zu Teilung des Eichsfeldes, die bis heute anhält.

## Struktur des Staates
Die recht weit von der Mainzer Zentralregierung gelegene Exklave wurde von 1123 bis 1540 von einem Vizedom auf dem Rusteberg und von 1540 bis 1802 von einem Oberamtmann und später von einem Statthalter in Heiligenstadt aus verwaltet. Der Kurfürst Philipp Karl von Eltz-Kempenich hat 1736–1738 das Schloss als Residenz des erzbischöflichen Statthalters an Stelle der alten Stiftskurie erbauen lassen. Ab wann genau von einem Staat im rechtlichen Sinne gesprochen werden kann, ist unklar. Der Eichsfelder Staat bestand aus einem weltlichen und einem geistlichen Staat.

### Weltlicher Staat

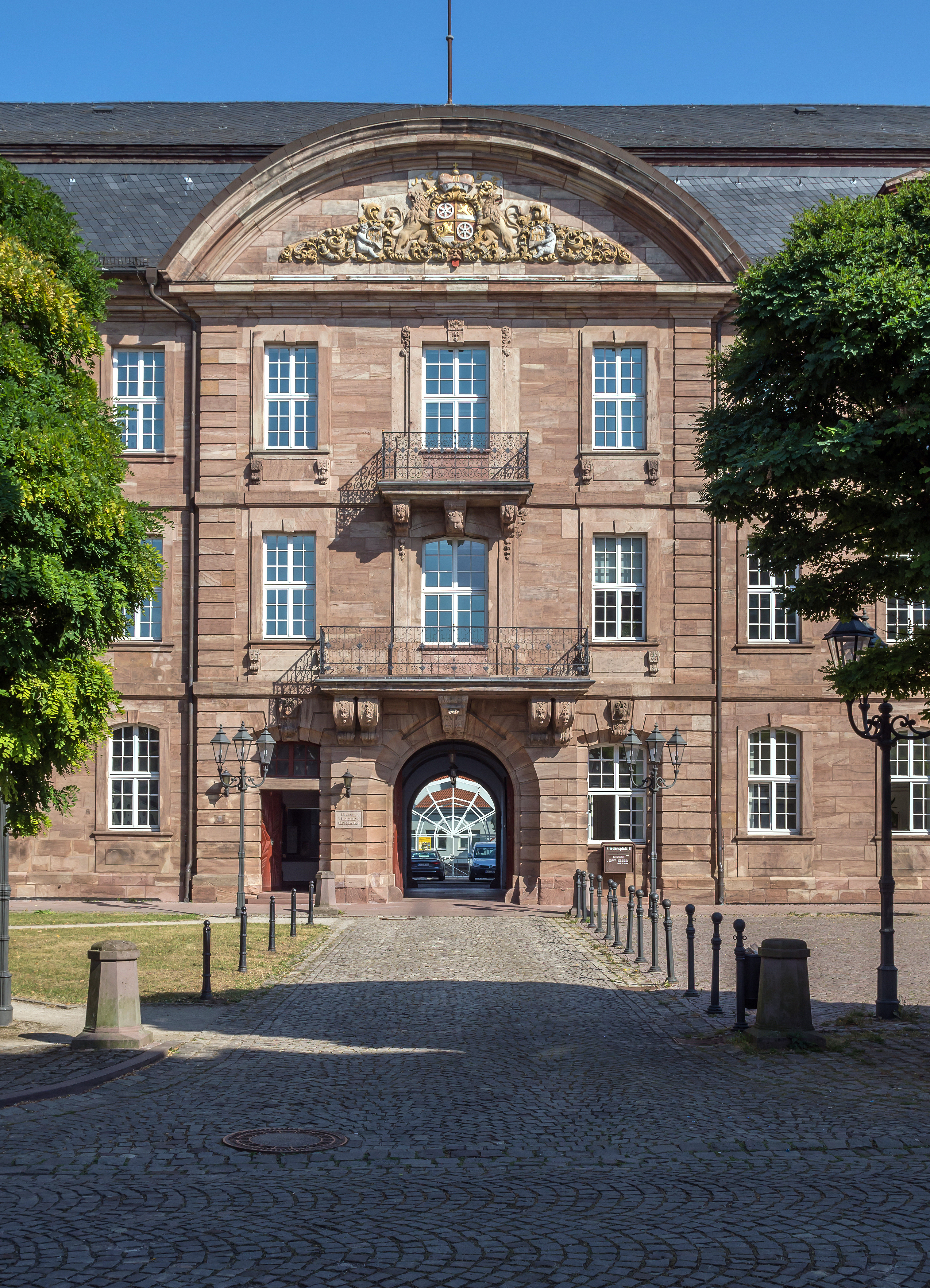
Das Mainzer Schloss in Heiligenstadt: Sitz der Kurmainzer Statthalter

Im 18. Jahrhundert gliederte sich der weltliche Staat mit dem Statthalter als Vertreter des Mainzer Kurfürsten wie folgt:
- Regierung mit dem Präsidenten in Person des Statthalters und den untergeordneten Ämtern und Räten, Kanzleien, Boten
- Oberlandgericht (ab 1540)
- Landsteueramt
- Landschreiberei
- Oberforstamt
- verschiedene Kommissionen (Bau, Chaussee- und Wegebau und andere)

Die Gerichtsbarkeit war aufgeteilt in die:
- Stadtgerichte (mit einem Stadtschultheiß und Stadtrat mit Bürgermeister) zu Duderstadt, Heiligenstadt und Worbis
- 8 Amtsvogteien der kurmainzischen Ämter Bischofstein/Greifenstein, Gieboldehausen, Gleichenstein, Harburg, Lindau, Rusteberg, Scharfenstein und dem angrenzenden Amt Treffurt
- gemeinschaftliches Schulzenamt zu Niederorschel
- klösterliche Gerichte zu Anrode, Zella, Beuren, Gerode, Reifenstein und Teistungenburg
- 17 adlige Gerichte

Siehe auch: Liste der Ämter und Vogteien im Eichsfeld

Siehe auch: Liste der Vizedome, Oberamtmänner und Statthalter der Mainzer Besitzungen auf dem Eichsfeld
Als Vertreter der Geistlichkeit, Ritterschaft und Städte bestanden die Landstände des Eichsfeldes.

### Geistlicher Staat
Bereits im frühen Mittelalter gehörte die Gegend zwischen Werra und Harz kirchlich zum Erzbistum Mainz. Mit der Einführung der Archidiakonate waren für das Gebiet des späteren Eichsfeldes vier Archidiakonate zuständig: Heiligenstadt, Nörten, Jechaburg und Dorla.
Seit dem 15. Jahrhundert steht an der Spitze des geistlichen Staates das Erzbischöfliche Kommissariat in Heiligenstadt mit einem Kommissarius als Stellvertreter des Erzbischofs für das Eichsfeld. Zuständig ist das Kommissariat für das Kollegiatstift zu St. Martin in Heiligenstadt, das außerhalb des Eichsfeldes gelegene Kollegiatstift zu St. Peter in Nörten, Abteien und Klöster im Eichsfeld und die Stadt- und Landpfarrer. Während des 30-jährigem Krieges wurde das Kommissariat 1638 nach Duderstadt verlegt und 1781 wieder zurück nach Heiligenstadt. Das Kommissariat besteht bis heute für das Obereichsfeld fort, seit 1816 gibt es infolge der Teilung des Eichsfeldes ein weiteres Kommissariat für das Untereichsfeld in Duderstadt.

## Landschreiber des Eichsfeldes
Der Landschreiber war als erster Kameralbeamter einer der wichtigsten Beamten nach dem Oberamtmann im Eichsfeld. Anfang des 17. Jahrhunderts wurde Andreas Reuter vom Mainzer Kurfürsten beauftragt die Besitzverhältnisse und Abgaben im Eichsfeld neu zu ordnen. Nach dessen Hinrichtung im Jahre 1618 wurde das Amt des Landschreibers eingerichtet. Erster Landschreiber war Johann Zwehl, der dieses Amt bis zu seinem Tode 1652 ausübte. Einige Landschreiber übten gleichzeitig weitere Ämter aus, wie die des Stadtschultheißen von Heiligenstadt, eines Oberlandgerichtsassessors oder Kammerdirektors. Folgende Landschreiber sind bekannt:
- Johann Zwehl (1618–1652)
- Johann Georg Dresanus (1654– )
- Thomas Heckemüller (1686, bis 1708)
- Philipp Kolligs (bis 1724)
- Ludwig Kolligs (1724–1739)
- Anselm Schott (1739–1763)
- Urban Ignaz Bodmann (1763–1779)
- Christian Anton Dresanus (1779– )